# Kalidawe
Kalidawe is een bestuurslaag in het regentschap Tulungagung van de provincie Oost-Java, Indonesië. Kalidawe telt 894 inwoners (volkstelling 2010).